# 벨기에토끼

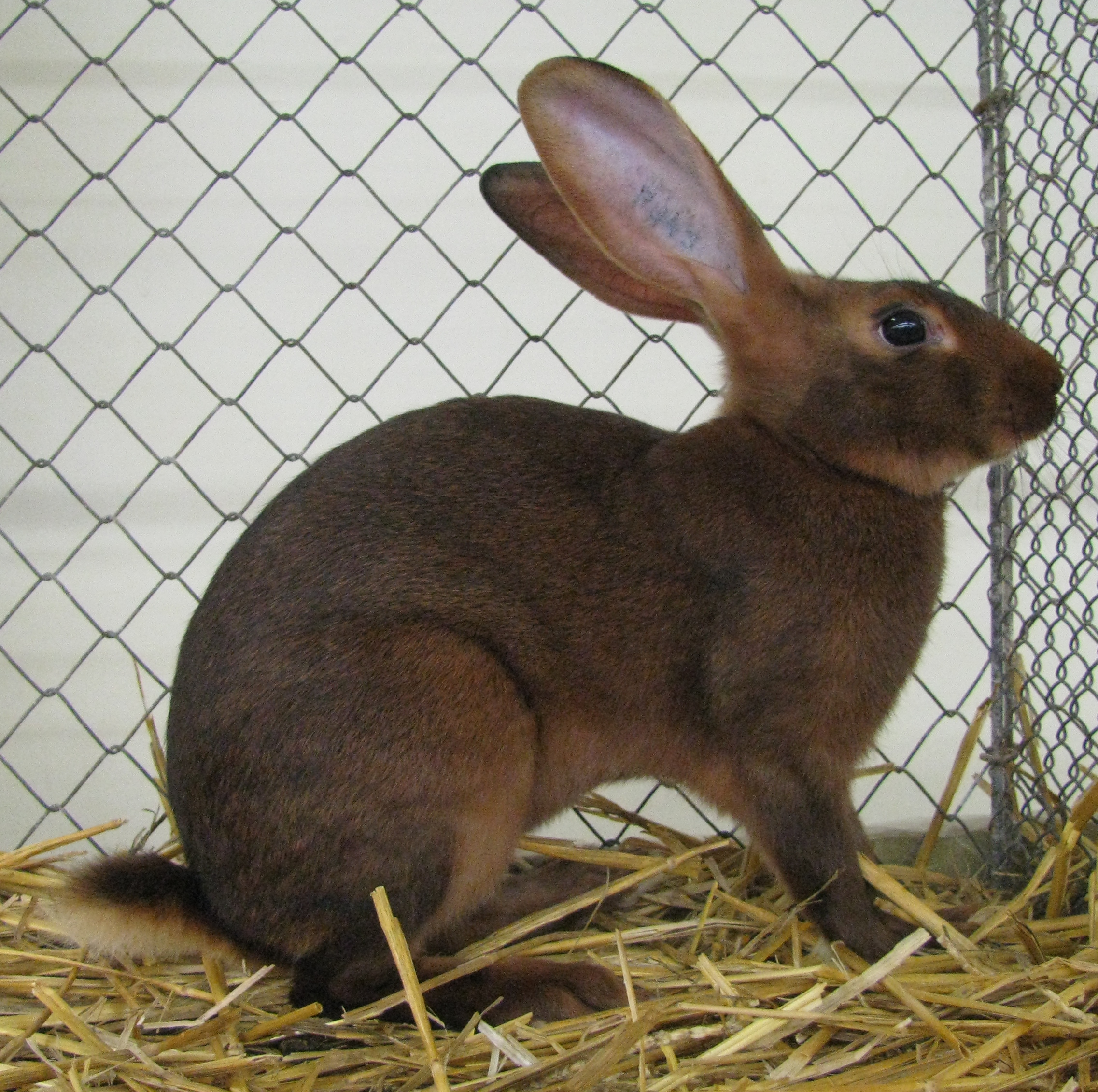
The "Belgian Hare" breed of domestic rabbit

벨기에토끼(Belgian Hare) 또는 벨지안헤어는 집토끼를 산토끼류, 정확히는 유럽의 숲멧토끼처럼 보이게 개량한 토끼이다.